# Kelly Jampu
Kelly Jampu (Papua Nuova Guinea, 22 ottobre 1986) è un calciatore papuano.

## Carriera
Kelly Jampu è un difensore dell'University Inter FC, una squadra della Papua Nuova Guinea.

### Carriera in nazionale
Ha giocato 4 partite in nazionale senza mai segnare un gol.

## Valore di mercato
Il suo valore di mercato attuale è di 25.000 €.